# Снежана Османли
Снежана Османли (на македонска литературна норма: Снежана Османли) е делова дама и политик от Република Македония, близък съветник на първия президент на страната Киро Глигоров.

## Биография
Снежана Османли е родена в Битоля в семейството на журналиста Александар Станкович. Завършва предсрочно и с отличие гимназията „Георги Димитров“ в Скопие и Икономическия факултет на Скопския университет „Св. св. Кирил и Методий“.
Снежана Османли влиза в кабинета на първия президент на Република Македония Киро Глигоров. Като негов близък съветник от 1991 до 1997 г. отговаря за публичните комуникации.
Сближава се с бизнесмена и политик Трифун Костовски и през 2002 г. става изпълнителен директор на застрахователната компания „Еуролинк“. През 2004 г. се премества в друга негова финансова компания. Снежана Османли е ръководител на предизборните щабове на Трифон Костовски на парламентарните избори през 2002 г. и на местните избори в Скопие през 2005 г.
След продължително заболяване почива през есента на 2013 г.